# Мая Люнде
Мая Люнде (норв. Maja Lunde; нар. 30 липня 1975, Осло, Норвегія) — норвезька письменниця, сценаристка, авторка дитячих книжок. Її книжки перекладені на 40 мов і загальний тираж становить 2,5 млн примірників.

## Біографія
Народилася та виросла в Осло. Шкільні і студентські роки провела у рідному місті.
У 1996 році розпочала навчання в Університеті Осло, де вивчала літературу та психологію. Захистила працю під назвою «ЗМІ, їхній вплив та агресія». Її дипломною роботою (2001) було дослідження творчості режисера Нілса Р. Мюллера.
Після закінчення навчання працювала керівницею фестивалю Амандус у Ліллегаммері та музейним педагогом у Музеї кіно. Після цього влаштувалася менеджеркою кінотеатру Frogner.
З 2006 року працювала консультанткою з питань комунікацій у Kulturmeglene AS, також до її функцій входив запуск норвезьких художніх фільмів.

## Творчість
У 2012 році дебютувала з дитячим романом Over grensen, події в якому відбуваються у 1942 році, а головні герої втікають від нацистів з Норвегії у Швецію.
Написала понад 10 книг для дорослих і дітей. Її дитяча книжка «Снігова сестричка» (2018) — один з найбільших літературних успіхів у Норвегії за останнє десятиліття, тираж миттєво розійшовся, а видавництво продало права у 26 країн світу, зокрема в Україну. Загальний тираж книги у Норвегії становить 250 тисяч примірників.

## Екранізації
Написала сценарії для серіалів Barnas supershow, Hjem і Side om side.
Права на кіноадаптацію книги «Снігова сестричка» придбала голлівудська компанія Anonymous Content у 2019 році.

## Українські переклади
Снігова сестричка ; пер. з норв. Наталії Іваничук ; іл. Ліза Айсато. — Львів : Видавництво Старого Лева, 2019. — 192 с. — ISBN 978-617-679-740-1  [Архівовано 21 жовтня 2020 у Wayback Machine.].

## Рецензії
- З. Нікітюк. Книга, яка пахне імбирним печивом, какао та ялинкою [Архівовано 8 серпня 2020 у Wayback Machine.] («Видавництво Старого Лева», 15.12.2019)
- Н. Марчак. Наші снігові сестрички [Архівовано 8 серпня 2020 у Wayback Machine.] («Видавництво Старого Лева», 21.12.2019)